# Tuňák velkooký
Tuňák velkooký (Thunnus obesus) je druh tuňáka z čeledi makrelovitých a rodu Thunnus. Vyskytuje se v oceánech od rovníku až po oblast mírného pásma, s výjimkou Středozemního moře.
Dosahuje běžně velikosti kolem 180 cm, maximální zaznamenaný exemplář měřil 250 cm. Žije ve vodách o teplotách mezi 13 až 29 °C, živí se velkým množstvím druhů ryb, hlavonožců a korýšů. Jikry plavou pelagicky, mladí jedinci se zdržují v rybích školkách při hladině, dospělci naopak spíše v hlubších vodách.
Mezinárodní svaz ochrany přírody považuje druh kvůli nadměrnému rybolovu, probíhajícímu zhruba na 40 % areálu výskytu, k roku 2021 za zranitelný.